# Dunfermline
Dunfermline (in gaelico scozzese, Dùn Phàrlain) è una città del Fife, Scozia. È situata su di un rilievo a 5 km dalle rive del Firth of Forth, 20 km a nordovest di Edimburgo. La città è l'antica capitale della Scozia e nella Abbazia di Dunfermline sono tumulate le spoglie di Robert Bruce. La città è attraversata, da nord a sud, dal pittoresco Pittencrieff Park, dal quale la città ha assunto il nome. La città, titolo assegnatole dalla regina Elisabetta II poco prima del suo decesso, ha una popolazione di 39 229 abitanti.

## Amministrazione

### Gemellaggi
La città è gemellata con:
- Logroño, dal 1990
- Sarasota, dal 2001
- Trondheim, dal 1945
- Wilhelmshaven, dal 1979
- Vichy, dal 1990
- Albufeira, dal 1995